# Sangje Gjaco

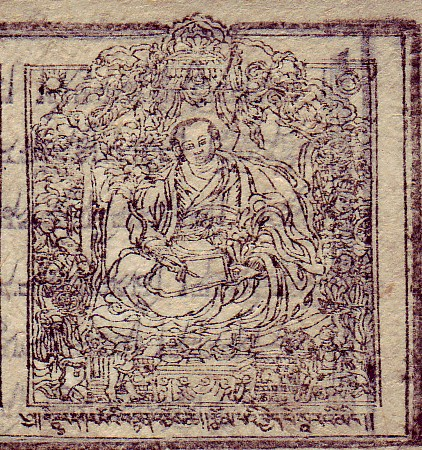
Sangje Gjaco

Sangje Gjaco (tyb. རྒྱ་མཚོ་, wylie: sangs-rgyas-rgya-mtsho;ur. 1653 zm. 1705) – tybetański polityk, lekarz, astrolog, historyk, językoznawca, teoretyk literatury, filozof i prawnik

## Życiorys
Był bratankiem desiego Trinleja Gjaco i - według niektórych źródeł - synem V Dalajlamy. Jego świeckie imię brzmiało Konczok Dondrup. W wieku ośmiu lat otrzymał święcenia nowicjatu. Uczestniczył w większości wykładów V Dalajlamy, jednocześnie zdobywając gruntowne wykształcenie.
W 1675 Wielki Piąty zaproponował mu objęcie stanowiska wicekróla. Sangje Gjaco odmówił, pragnąc dokończyć edukację. Po dymisji kolejnego desiego w roku 1679 został jego następcą. Zgodnie z poleceniem przełożonego zachował jego śmierć (1682) w tajemnicy, rozpoczynając tajne poszukiwania kolejnej inkarnacji. Dokończył także rozpoczętą przez Lobsanga Gjaco rozbudowę Potali, doprowadzając między innymi do powstania tzw. czerwonej części budowli (1690). Ostateczne zakończenie robót pod jego nadzorem nastąpiło dopiero w 1694.
Był jednym z inicjatorów powołania pierwszej tybetańskiej uczelni medycznej (Czakri Bedre Drophen Tana Ngocar Rigdzie Ling)
, otwartej w 1696 w Lhasie. Zasłynął również jako kodyfikator prawa karnego (nowy kodeks zestawiono w 1681). Wprowadzone przez niego przepisy miały na celu ochronę mnichów i praktykujących ludzi świeckich. Dokonał także ostatecznej redakcji Poczwórnego Traktatu, jednego z klasycznych dzieł z zakresu medycyny tybetańskiej.

## Dzieła
- Jedwabna szata, utkana z dramatycznych nici czynów mnicha z Zahori, Bende Ngałanga Lobsanga Gjaco (oficjalna biografia V Dalajlamy, oparta na jego prywatnych zapiskach)[9]
- Zwierciadło z żółtego lapis lazuli (tyb. dPal mnyam med ri bo dga' Idan pa' i bstan pa zhva ser cod pan 'chang ba'i ring lugs chos thams cad kyi rtsa ba gsal bar byed pa bai duu ra ser po'i me long)